# Richmond (Minnesota)
Richmond és una població dels Estats Units a l'estat de Minnesota. Segons el cens del 2000 tenia 1.213 habitants.

## Demografia
Segons el cens del 2000, Richmond tenia 1.213 habitants, 483 habitatges, i 343 famílies. La densitat de població era de 551,0 habitants per km².
Dels 483 habitatges en un 31,9% hi vivien nens de menys de 18 anys, en un 61,5% hi vivien parelles casades, en un 5,8% dones solteres, i en un 28,8% no eren unitats familiars. En el 23,6% dels habitatges hi vivien persones soles el 13,5% de les quals corresponia a persones de 65 anys o més que vivien soles. El nombre mitjà de persones vivint en cada habitatge era de 2,49 i el nombre mitjà de persones que vivien en cada família era de 2,95.
Per edats la població es repartia de la següent manera: un 24,8% tenia menys de 18 anys, un 7,3% entre 18 i 24, un 29,8% entre 25 i 44, un 18,7% de 45 a 60 i un 19,3% 65 anys o més.
L'edat mediana era de 38 anys. Per cada 100 dones de 18 o més anys hi havia 95,3 homes.
La renda mediana per habitatge era de 38.400 $ i la renda mediana per família de 44.464 $. Els homes tenien una renda mediana de 29.315 $ mentre que les dones 21.219 $. La renda per capita de la població era de 15.995 $. Entorn del 4,4% de les famílies i el 6,6% de la població estaven per davall del llindar de pobresa.

## Poblacions més properes
El següent diagrama mostra les poblacions més properes.